# Aneurobracon bequaerti
Aneurobracon bequaerti är en stekelart som beskrevs av Charles Thomas Brues 1930. Aneurobracon bequaerti ingår i släktet Aneurobracon och familjen bracksteklar. Inga underarter finns listade i Catalogue of Life.